# Côte Déserte
Côte Déserte ist ein 2007 gegründetes Dark-Jazz-Duo.

## Geschichte
Côte Déserte wurde Ende 2007 von den russischen Musikern, Philip Croaton aus Sankt Petersburg und Maxim Komow aus Moskau initiiert. Das Duo entstand aus der praktischen Erfahrung, in der Croaton eine allererste Komposition schrieb, zu der Komow Jazz-lastige Arrangements fügte. Das Duo debütierte 2011 mit Dale Cooper’s Case über das russische Post-Industrial-Label Aquarellist. Rezensenten lobten die an der Fernsehserie Twin Peaks orientierte Ausrichtung und ordneten die Musik als dieser Vorlage atmosphärisch entsprechen hochwertig surreal ein. Im Jahr 2014 folgte Strange to Look at Her. It Seems That … im Selbstverlag.

## Stil
Die von Côte Déserte gespielte Musik wird dem Dark Jazz zugerechnet und in Relation zu Interpreten wie Dale Cooper Quartet & the Dictaphones, The Necks oder Bohren & der Club of Gore gesetzt. Côte Déserte bauen ihre Musik auf jener von Angelo Badalamenti auf und improvisieren, orientiert an der Atmosphäre, die Grundformen der von Badalamenti komponierten Serienmusik mit rauem, energischem Noise, verzerrten Stimmen und Dark Ambient.

## Diskografie
- 2011: Dale Cooper’s Case (Album, Aquarellist)
- 2014: Strange to Look at Her. It Seems That … (Album, Selbstverlag)